# Jordi Petit
Jordi Lozano González (Barcelona, 1954), también conocido como Jordi Petit durante sus años de lucha clandestina, es uno de los primeros activistas LGBT de España. En la actualidad presidente honorífico de la Coordinadora Gai-Lesbiana de Catalunya (CGL).

## Biografía
Jordi Petit comenzó muy joven su militancia política contra la dictadura de Franco. Ya había estado dos veces en la cárcel cuando ingresó en 1977 en el movimiento gay, todavía ilegal. De 1980 a 1986 fue coordinador del Front d'Alliberament Gai de Catalunya (FAGC). En este periodo contribuye a la lucha para retirar la homosexualidad de la Ley de Peligrosidad Social, la legalización de las asociaciones de gays y lesbianas e inicia desde entonces hasta el presente una dilatada tarea de representación en los medios de comunicación, publicación de artículo, etc. Cofunda en 1986 la Coordinadora d'iniciatives Gais (CIG), que se convertiría más tarde en la Coordinadora Gai-Lesbiana de Catalunya, siendo secretario general hasta 1999.
En este periodo se implica en la lucha contra el VIH/sida y la solidaridad con los gais seropositivos iniciando las primeras campañas de información sobre esta enfermedad y organizado las primeras ediciones del Gran Baile de Solidaridad con los gais seropositivos. En 1992 y 1993 fue coordinador de la campaña antidiscriminatoria “Democracia es Igualdad”, impulsada por once grandes ONG y el Ministerio de Asuntos Sociales, cuyo impactante spot de televisión “Insultos” fue galardonado por Naciones Unidas. Participa en la lucha por los derechos civiles de lesbianas y gais y desde la Coordinadora Gay-Lesbiana contriyó enormemente a incluir a las parejas homosexuales en la Ley de Arrendamientos Urbanos de 1994, así como a castigar las discriminaciones por causa de orientación sexual en el Código Penal de 1995 y en la promulgación de la primera Ley de parejas de hecho de toda España en Cataluña, en 1998. 
A principios de los noventa pasa a tener cargos de relevancia internacional, puesto que de 1995 a 1999 es secretario general de la International Lesbian and Gay Association (ILGA) y es reelegido en 1997. Consiguió que la ILGA alcanzase el estatus de ONG consultiva del Consejo de Europa y es recibido por primera vez en Ginebra por Mary Robinson, Alta Comisionada para los Derechos Humanos de Naciones Unidas. En 2001 Jordi Petit trabajó para un programa antidiscriminatorio de ONUSIDA.
Además de su presidencia honorífica en la Coordinadora Gai-Lesbiana de Cataluña, es miembro de honor de Stop Sida y ha recibido diversos reconocimientos de organizaciones como Fundació de Lluita contra la Sida, COGAM de Madrid, Col.lectiu Lambda de Valencia. Recibe la Medalla de Honor de la ciudad de Barcelona el 22 de enero de 2003 y un nutrido elenco de personalidades catalanas le dedicó un homenaje el 31 de marzo de este año con ocasión de sus 25 años de activismo. En 2004 el Instituto de Derechos Humanos de Cataluña le entrega el Premio Solidaridad.
El 15 de diciembre de 2007 se casó con su pareja desde hacía siete años, el francés Ives Bohic, en el ayuntamiento de Barcelona. Entre los 200 invitados se encontraba el expresidente de la Generalidad de Cataluña Pasqual Maragall y la cantante Maria del Mar Bonet.
El 21 de abril de 2008 recibe de manos de José Montilla, presidente de la Generalidad de Cataluña, la Creu de Sant Jordi, la máxima distinción catalana, por su dedicación durante más de treinta años a la lucha por los derechos civiles.

## Obra
Petit ha editado diversos libros, dos de poesía y dos de ensayo, en los que relata las vidas, el ambiente y el movimiento LGBT Español de los últimos años de Franco y la Transición.
- De hombre a hombre[5] (1984), poesía
- Amic-amant[6] (1990), libro de poesía bajo el nombre de Jordi Lozano
- 25 años más: una perspectiva sobre el pasado, el presente y futuro del movimiento de gays, lesbianas, bisexuales y transexuales[7] (2003)
- Vidas del arco iris (2004)[8]